# Киселёв, Сергей Борисович (архитектор)
Сергей Борисович Киселёв (14 декабря 1954 года, Львов — 9 мая 2010 года, клиника в Израиле) — советский, российский архитектор, академик РАХ. Первый вице-президент Союза московских архитекторов (1999—2004).

## Биография
- 1971—1977 — учился в МАРХИ, на курсе Ю. П. Платонова,
  - 1981—1983 — там же: аспирантура.
- 1973—1988 — работал архитектором в НИИ проектирования АН.
- 1999-2004 — Первый вице-президент Союза московских архитекторов.
- 2001 — Член-корреспондент АХ,
- 2002 — Профессор Международной академии архитектуры, Московское отделение.
- 2003 — действительный член АХ.

### Реализованные проекты
Создал около 330 проектов. Среди них:
- комплекс зданий Президиума АН на Ленинских горах (г. Москва, 1975—1988),
- мемориальный комплекс односельчанам, павшим в годы Великой Отечественной войны в с. Чекшино Вологодской обл. (1979),
- интерьеры Московской штаб-квартиры Международного фонда за выживание и развитие человечества (1987),
- салоны «Бурда Моден» в городах Москва, Рига и др. (1989—1991),
- административное здание с воссозданием исторических фасадов на ул. Б. Полянка (г. Москва, 1993—1995),
- реконструкция здания Сената в Московском Кремле (1993—1996),
- многофункциональный комплекс с детской стоматологической поликлиникой (1-й Щемиловский пер., 1996),
- жилищно-коммерческий комплекс (Б. Полянка, 1999—2001),
- аквапарк в Ясенево (1999),
- многофункциональный торговый комплекс с предприятием технического обслуживания автомобилей (Ленинский проспект, 2000—2006),
- административное здание (Б. Девятинский пер., 2001—2002),
- реставрация и реконструкция домовладения под административное здание (Кадашевская наб., 2001—2004),
- административное здание (Краснопролетарская ул., 2001—2004),
- жилые дома (2002—2006):
  - Новочеремушкинская улица,
  - 2-й Тружеников переулок.

### Личная жизнь
Проживал в Москве.
Умер в 2010 году в израильской клинике. Похоронен на Машкинском кладбище.